# Comitè Central Bonapartista
Comitè Central Bonapartista (CCB) és un partit polític francès, implantat quasi exclusivament a Còrsega. Es va fundar el 1908 pels bonapartistes d'Ajaccio, i es definia com un moviment que pretenia celebrar la memòria de l'emperador Napoleó I i la seva obra, i es presentà com a partit municipal. Fora d'Ajaccio no va tenir gaire influència política. Des de 1909 van publicar un setmanari L'Appel au Peuple (‘crida al poble’).
Políticament era clerical i conservador i es recolzava en la personalitat de Dominique Pugliesi-Conti, alcalde d'Ajaccio des de 1904 i diputat des del 1910, qui va declarar obertament la seva lleialtat a la República, cosa que provocà que a les eleccions municipals de 1914 es presentés una llista de bonapartistes antirepublicans contra ell, però que no va impedir la seva reelecció. El 1919, però, no fou reescollit com a diputat i va perdre l'alcaldia d'Ajaccio en profit dels republicans, i es retirà de la vida política.
El seu paper al partit fou ocupat per Dominique Paoli, escollit alcalde el 1929, i François Coty, alcalde el 1931-1934, a la seva mort Paoli recuperà la direcció del partit. Paoli era encara més conservador i admirador del feixisme italià, amb el que s'arrenglerà ideològicament fent aclamar Benito Mussolini en una reunió del consell municipal. El 1940 fou mantingut pel règim de la França de Vichy i col·laborà obertament amb els ocupadors italians.
El 1943 Paoli fou destituït pels patriotes comunistes i condemnat amb la seva esposa al desterrament a Iaghouat (Algèria), enmig del desert. Després va poder instal·lar-se a Niça fins a la seva mort el 1956. El CCB va perdre popularitat i a les eleccions municipals de 1945 fou vençut. Aleshores va canviar els dirigents, i el 1947, mercè una aliança amb radicals i moderats, recuperà l'alcaldia per a Nicéphore Stephanopoli de Commne, però només hi va estar dos anys. Antoine Serafini el va substituir poc més tard.
El partit va sofrir una nova crisi el 1951, quan Serafini es presentà a l'Assemblea Nacional amb el suport del RPF, cosa que alguns van considerar una traïció. François Maglioli el va substituir com a cap del CCB i el 1953 va presentar una llista alternativa a les municipals, amb suport de comunistes i radicals. Fou escollit batlle d'Ajaccio, però el CCB va patir una important reculada. El 1956 Serafini va perdre el seu escó i fou derrotat a les cantonals de 1958.
El 1959, però, la nova situació política li va permetre reprendre el consell municipal i Serafini alcalde, el 1962 va tornar a l'Assemblea Nacional. A les presidencials de 1965 va recomanar votar Charles de Gaulle i el 1970 fou escollit secretari general el dentista Félix Richaud. El 1971 Pascal Rossini va recuperar l'alcaldia d'Ajaccio, però la seva mort el 1975 va marcar una lenta però irreversible pèrdua de vots. El seu successor, Charles Ornano, fou nomenat alcalde. L'oposició de republicans i independents, dirigida per José Rossi, li van impedir la majoria absoluta. Així, el 1983 es va veure obligat a pactar amb RPR i UDF una llista conjunta, en la que fou reescollit el 1989. A la seva mort el febrer de 1994 el seu successor, Marc Marcangeli, fou elegit alcalde.
El 1995 va patir un cop ideològic molt dur quan el príncep Charles-Napoléon, darrer hereu de la dinastia, que havia pogut instal·lar-se a l'illa mercè l'abolició de la llei d'exili de 1950, es va implicar en la política local. La seva orientació de centreesquerra el va portar el 2007 a les files del MoDem de François Bayrou.
El 2000 esclataren tensions en la coalició CCB-UDF, degut als mals resultats de les eleccions cantonals del 1998, i el 2001 es va trencar. A les eleccions municipals d'aleshores foren batuts pel centre-esquerrà Simon Renucci, qui comptava com a adjuint municipal el príncep Charles Napoleon. En perdre el seu darrer parlamentari (Charles Ornano) i l'alcaldia d'Ajaccio, ha perdut bona part del seu rol polític, tot i que el 2003 encara va dur a terme contactes per a refundar un Partit Bonapartista.